# Імре Надь
І́мре Надь (угор. Nagy Imre [nɒɟ imrɛ]; нар. 7 червня 1896, Капошвар — пом. 16 червня 1958, Будапешт) — угорський політик, двічі прем'єр-міністр Угорщини (з липня 1953 по квітень 1955; з жовтня по листопад 1956).

## Біографія
Народився в селянській родині. В роки Першої світової війни служив в австро-угорській армії, потрапив у російський полон. До березня 1918 він разом з іншими австро-угорськими військовополоненими перебував у таборі недалеко від Верхнеудинська. Згодом вступив у Червону гвардію, став членом ВКП (б), воював на Байкалі.
Після війни повернувся в Угорщину, але 1928 року був змушений тікати в СРСР, де залишався до 1944 року. 17 січня 1933 року Імре (Володимир) Йосипович Надь став агентом-інформатором під ім'ям «Володя». Серед документів, переданих у 1989 році в Угорщину, були списки арештованих згідно з доносами Надя й довідка з Центрального архіву КГБ про подальшу долю цих людей. Згодом усіх реабілітували.
У березні 1938 Надя заарештували. Через чотири дні його звільнили «виходячи з оперативних міркувань». Увесь цей час він жив у Москві, працював у Міжнародному аграрному інституті. На батьківщину Імре Надь повернувся 1944 року.

### В уряді Угорської Народної Республіки
У 1944—1945 обіймав посаду міністра рільництва тимчасового уряду, з 1947 року став членом політбюро комуністичної партії, в наступні роки був міністром заготівель, головою парламенту. Виступав проти примусової колективізації, тож 1949 року його було виведено зі складу політбюро, однак його відновили в уряді після публічного покаяння 1951 року.
4 липня 1953 Імре Надь став прем'єр-міністром і оголосив про свою програму реформ. Вона передбачала, крім усього іншого, скасування заходів проти куркулів, а також щедрий поділ земельних наділів, уповільнення колективізації, лібералізацію духовного життя й релігійну толерантність. Примусові табори, в яких на той час перебувало 150 тисяч осіб, розпускали в рамках політичної амністії. Владу політичної поліції мали зменшити, а громадське життя — демократизувати. Генеральний секретар Угорської партії трудящих Матяш Ракоші відчув небезпеку повстання мас, котрі могли розцінити такі зміни як ознаку слабості влади. 18 квітня 1955 року Надя знято з посади очільника уряду та виключено з партії.

### Угорська революція 1956
23 жовтня 1956 року в Будапешті розпочалося повстання. Під тиском вимог повсталих УПТ повернула Імре Надя на місце прем'єр-міністра коаліційного уряду. Програма його уряду передбачала волю господарювання для селян і дрібних власників при збереженні соціалістичного устрою, легалізацію робочих рад і некомуністичних партій, проведення вільних виборів, вивід радянських військ з Угорщини, нейтралітет країни.
1 листопада радянські військові оточили угорські аеродроми та Будапешт, радянські підрозділи повернулись у столицю 4 листопада. Надь оголосив про вихід Угорської Народної Республіки з Організації Варшавського договору, проголосив нейтралітет Угорщини й звернувся по допомогу до країн Заходу і США. Але допомоги не було. Уже через два дні в Будапешті була нова влада на чолі з Яношем Кадаром. Імре Надь переховувався в будинку югославського посольства, де провів два з половиною тижні. З ним вели переговори, домагалися підтримки Кадара. 21 листопада Імре Надя обманом вивезли в розташування радянських військ і заарештували.
Після придушення повстання Імре було інтерновано в Соціалістичну Республіку Румунія, звідки його повернули в Угорську Народну Республіку, де засудили до смертної кари («за державну зраду»).
16 червня 1958 року в Будапешті Імре Надя було повішено.
Після падіння комуністичного режиму в Угорщині Імре Надя, Пала Малетера та Міклоша Гімеша було урочисто перепоховано в липні 1989 року.